# Progress M-24
Progress M-24 (ryska: Прогресс М-24) var en rysk obemannad rymdfarkost som levererade förnödenheter, syre, vatten och bränsle till rymdstationen Mir. Den sköts upp med en Sojuz-U-raket från Kosmodromen i Bajkonur den 25 augusti 1994 och dockade med Mir den 2 september. Farkosten lämnade rymdstationen den 4 oktober 1994 och brann upp i jordens atmosfär några timmar senare.
Det första automatiska dockningsförsöket misslyckades. Vid det andra automatiska dockningsförsöket kolliderade farkosten med Mir. Den 2 september, 13:30:28 UTC gjorde kosmonaut Jurij Malentjenko en manuell dockning av Progress M-24.

### Fotnoter
1. ↑  ”NASA Space Science Data Coordinated Archive” (på engelska). NASA. https://nssdc.gsfc.nasa.gov/nmc/spacecraft/display.action?id=1994-052A. Läst 1 mars 2020.
2. ↑  Manned Astronautics - Figures & Facts Arkiverad 6 juli 2010 hämtat från the Wayback Machine., läst 15 juli 2016.